# Djardji Nadhoime
Djardji Nadhoime (ur. 15 lipca 1980) – francuski piłkarz z Majotty, grający na pozycji pomocnika lub napastnika.

## Kariera piłkarska

### Kariera klubowa
W 1998 rozpoczął karierę piłkarską w klubie Jumeaux de M'zouazia. W 2000 roku przeniósł się do Trélissac FC. W 2003 przeszedł do AS Excelsior.

### Kariera reprezentacyjna
W 2007 debiutował w narodowej reprezentacji Majotty. Łącznie rozegrał 15 meczów i strzelił 3 gola.